# Thyropygus elegans
Thyropygus elegans är en mångfotingart som beskrevs av Filippo Silvestri 1896. Thyropygus elegans ingår i släktet Thyropygus och familjen Harpagophoridae. Inga underarter finns listade i Catalogue of Life.